# Claypool (Indiana)
Claypool és una població dels Estats Units a l'estat d'Indiana. Segons el cens del 2000 tenia 311 habitants.

## Demografia
Segons el cens del 2000, Claypool tenia 311 habitants, 112 habitatges, i 88 famílies. La densitat de població era de 333,5 habitants per km².
Dels 112 habitatges en un 41,1% hi vivien nens de menys de 18 anys, en un 58,9% hi vivien parelles casades, en un 13,4% dones solteres, i en un 21,4% no eren unitats familiars. En el 17% dels habitatges hi vivien persones soles el 7,1% de les quals corresponia a persones de 65 anys o més que vivien soles. El nombre mitjà de persones vivint en cada habitatge era de 2,78 i el nombre mitjà de persones que vivien en cada família era de 3,15.
Per edats la població es repartia de la següent manera: un 29,3% tenia menys de 18 anys, un 10,6% entre 18 i 24, un 29,6% entre 25 i 44, un 19% de 45 a 60 i un 11,6% 65 anys o més.
L'edat mediana era de 32 anys. Per cada 100 dones de 18 o més anys hi havia 96,4 homes.
La renda mediana per habitatge era de 33.833 $ i la renda mediana per família de 34.792 $. Els homes tenien una renda mediana de 29.583 $ mentre que les dones 18.333 $. La renda per capita de la població era de 12.021 $. Entorn del 7,9% de les famílies i el 9,5% de la població estaven per davall del llindar de pobresa.

## Poblacions més properes
El següent diagrama mostra les poblacions més properes.